# Đăk Trôi
Đăk Trôi là một xã thuộc huyện Mang Yang, tỉnh Gia Lai, Việt Nam.
Xã Đăk Trôi có diện tích 73.52 km², dân số năm 2012 là 2230 người, mật độ dân số đạt 22 người/km².